# Pfannenstiel (Elsterberg)
Pfannenstiel ist ein Weiler in der Gemarkung Kleingera, einem Ortsteil von Elsterberg im sächsischen Vogtlandkreis. Er wurde am 1. Januar 1994 gemeinsam mit Kleingera nach Elsterberg eingemeindet.

## Geographie

### Geographische Lage und Verkehr
Der Weiler Pfannenstiel liegt nördlich von Kleingera und Reuth im nördlichsten Teil von Elsterberg. Es ist entsprechend auch der Teil Elsterbergs, der am nächsten an der Kernstadt Greiz liegt, deren Stadtgebiet Elsterberg im gesamten Norden umschließt. Nur etwa 300 m nördlich fließt die Göltzsch, deren Verlauf die S 295 folgt und die die Landesgrenze der Freistaaten Sachsen und Thüringen bildet. Dort liegt auch die Gaststätte Waldfrieden. Pfannenstiel befindet sich im Osten des Naturraumes Vogtland (Mittelvogtländisches Kuppenland) im sächsischen Teil des historischen Vogtlands, an der Grenze zum thüringischen Vogtland.

### Nachbarorte
|                            | Göltzschhammer (zu Greiz)                   | Irchwitz |
| Sachswitz/Dölau/Rothenthal | Kompassrose, die auf Nachbargemeinden zeigt | Thalbach |
| Kleingera                  |                                             | Reuth    |

## Geschichte
Zwischen dem Pfannenstiel und der Göltzsch wurde zwischen 1760 und 1770 Brauneisenerz abgebaut. In diesem Zusammenhang entstanden zwischen 1764 und 1767 zwei Kleinsiedlerstellen, die nach dem Flurnamen Pfannenstiel benannt wurden. Sie unterstanden der Grundherrschaft des Ritterguts Kleingera. Dessen Herrschaft ließ im 19. Jahrhundert den Schafstall des Ritterguts mit Schäferwohnung in der Nähe der Siedlung Pfannenstiel errichten. 
Pfannenstiel gehörte wie die Grundherrschaft Kleingera bis 1856 zum kursächsischen bzw. königlich-sächsischen Amt Plauen. Für Pfannenstiel wurde dies erstmals 1791 belegt. 1856 wurde der Ort dem Gerichtsamt Elsterberg und 1875 der Amtshauptmannschaft Plauen angegliedert. Kirchlich ist Pfannenstiel seit jeher nach Elsterberg gepfarrt.
Durch die zweite Kreisreform in der DDR kam die Gemeinde Kleingera mit den Siedlungen Reuth, Pfannenstiel und Göltzschhammer im Jahr 1952 zum Kreis Reichenbach im Bezirk Chemnitz (1953 in Bezirk Karl-Marx-Stadt umbenannt). Die nördlich von Pfannenstiel gelegene Ortsflur Kleingeras mit dem Göltzschhammer und der Mylauer Straße wurde am 1. Januar 1956 nach Greiz in den Kreis Greiz im Bezirk Gera umgegliedert.
Ab 1990 gehörte Pfannenstiel als Teil der Gemeinde Kleingera zum sächsischen Landkreis Reichenbach. Am 1. Januar 1994 erfolgte die Eingemeindung von Kleingera in die Stadt Elsterberg, wodurch auch Pfannenstiel vom Landkreis Reichenbach in den Landkreis Plauen wechselte. Die Postleitzahl des Orts änderte sich dadurch von "08491" auf "07985". Elsterberg wiederum war auf Grundlage des Staatsvertrages zwischen Thüringen und Sachsen am 1. April 1992 vom thüringischen Landkreis Greiz in den sächsischen Landkreis Plauen gewechselt. Im Gegensatz zum Kleingeraer Ortsteil Göltzschhammer, welcher in Thüringen verblieb, erfolgte im Fall der Stadt Elsterberg und der Gemeinde Görschnitz auf Wunsch der Einwohner die Rückgliederung nach Sachsen. Lediglich bezüglich der Postleitzahl gehören die Orte bis heute zum „thüringischen“ Postleitzahlengebiet „07“, zu dem nun auch Pfannenstiel gehört. Seit 1996 gehört der Elsterberger Ortsteil Kleingera mit seinen Siedlungen zum Vogtlandkreis. 
| Jahr               | 1791      | 1834 | 1871 | 1890 |
| ------------------ | --------- | ---- | ---- | ---- |
| Einwohnerstatistik | 2 Häusler | 11   | 9    | 11   |